# ميجا مان سوكر
ميجا مان سوكر (بالإنجليزية: Mega Man Soccer)‏ ، وتسمى في النسخة اليابانية روك مان سوكر (باليابانية: ロックマンズサッカー ) ، هي لعبة إلكترونية من نشر شركة كابكوم اليابانية عام 1994م، وتتعلق هذه المرة لشخصيات ميجا مان والأشرار وهم ينافسون رياضة كرة القدم في عالم افتراضي.